# ARM Holdings
ARM Holdings PLC – brytyjskie przedsiębiorstwo zajmujące się projektowaniem mikroprocesorów z siedzibą w Cambridge w Anglii. W 2016 roku zostało przejęte przez japoński koncern SoftBank za kwotę ok. 24 mld funtów. Planowana transakcja przejęcia przez Nvidię, ogłoszona w 2020 roku, upadła w lutym 2022 roku. Następnie SoftBank zdecydował się na przeprowadzenie pierwszej oferty publicznej na giełdzie Nasdaq w 2023 r., wyceniając Arm na 54,5 miliarda dolarów. 14 września 2023 akcje spółki ARM Holdings wzrosły o prawie 25% powyżej ceny debiutanckiej na giełdzie Nasdaq.

## Produkty

### Procesory
W przeciwieństwie do innych przedsiębiorstw mikroprocesorowych (np. Intel) ARM Holdings PLC sprzedaje jedynie licencje na zaprojektowane architektury (zobacz Architektura ARM), nie produkując swoich własnych procesorów. Procesory ARM montowane są w prawie wszystkich współczesnych telefonach komórkowych, palmtopach i innych urządzeniach mobilnych takich producentów jak: Nokia, Sony, Samsung, Apple, Nintendo oraz wielu innych.
W przeciwieństwie do takich korporacji jak AMD, Intel, Freescale Semiconductor czy Renesas Technology ARM sprzedaje prawa do swych technologii jako prawa własności intelektualnej przedsiębiorstwom Intel, Freescale Semiconductor i Renesas Technology.
W roku 2005 wyprodukowano blisko 1,7 miliarda procesorów opartych na technologii ARM, co stanowiło 75% wszystkich 32-bitowych procesorów na rynku.
ARM Holdings PLC produkuje też kompilator RealView przeznaczony dla swoich procesorów, uważany za najlepszy w klasie procesorów ARM, ponieważ produkuje bardzo zwięzły (pot. ciasny) kod wynikowy.

#### Modele
- Cortex A
  - A5
  - A8
    - Samsung Hummingbird
    - Apple A4
    - Qualcomm Snapdragon
    - TI OMAP 3xxx

  - A9
    - Samsung Exynos
    - Apple A5
    - TI OMAP 4xxx
    - Nvidia Tegra 2 3D

  - A15
    - TI OMAP 5xxx
- Cortex M
  - M0
  - M3
  - M4
    - TI OMAP 5xxx

## Historia
- 1999–2000 – ARM nabywa przedsiębiorstwa Micrologic i Infinite Designs.
- 2001 – ARM nabywa Noral Micrologics
- 2003 – ARM nabywa Adelante Technologies
- 2004 – ARM nabywa Axys Design Automation
- 2005 – ARM nabywa KEIL Software
- 2006 – ARM nabywa przedsiębiorstwo Falanx
- 2016 – przejęcie spółki przez japoński koncern SoftBank